# Attaque de Djibo (2025)
Pour les articles homonymes, voir Attaque de Djibo.
Insurrection djihadiste au Burkina Faso
Batailles
- Samorogouan
- Intangom
- Nassoumbou
- Ariel
- 1re Inata
- Loroni
- Gorom-Gorom
- Koutougou
- Arbinda
- Hallalé
- Markoye
- Dounkoun
- Boukouma
- 2e Inata
- Titao
- Opération Laabingol
- Namissiguima
- Madjoari
- Bourzanga
- Seytenga
- Gaskindé
- Tin-Ediar
- Tin-Akoff
- Aoréma
- Ougarou
- Namsiguia
- Noaka
- Koumbri
- 1re Djibo
- Tawori
- Mansila
- Nassougou
- Diapaga
- 2e Djibo

Massacres
- Yirgou
- Solhan
- Karma
- Komsilga, Nodin et Soroe
- Bibgou et Soualimou
- Barsalogho
- Solenzo
- Dori et Gorgadji

Attentats
- 1er Ouagadougou
- 2e Ouagadougou
- 3e Ouagadougou

L’attaque de Djibo a lieu le 11 mai 2025 lors de l'insurrection djihadiste au Burkina Faso. Elle s'achève par la victoire des djihadistes du Groupe de soutien à l'islam et aux musulmans (GSIM) qui pillent un camp des Forces armées du Burkina Faso à Djibo.

## Déroulement
Le 11 mai 2025, les djihadistes du Groupe de soutien à l'islam et aux musulmans lancent une attaque contre la ville de Djibo et assaillent simultanément le détachement militaire et les postes de police et de gendarmerie,. L'assaut débute au matin, vers 5 h 30, et se poursuit toute une partie de la journée. D'après une source sécuritaire de l'AFP, plusieurs centaines d'hommes à bord de motocyclettes et de véhicules prennent part à l'attaque. Le camp militaire du 14e régiment interarmées (14e RIA) est occupé, avant d'être pillé et saccagé,. Des combattants du GSIM se photographient notamment dans le bureau du commandant de la base, sous le portrait officiel du président Ibrahim Traoré.
Les djihadistes mènent également des incursions dans des quartiers de la ville qui causent la mort de plusieurs civils. D'après le témoignage d'un habitant à l'AFP, les femmes et les enfants sont épargnés mais des hommes sont exécutés sommairement. Des maisons et le centre de santé sont également incendiés. Au bout de plusieurs heures, les djihadistes se retirent de la ville.

## Pertes
Le 12 mai, l'AFP et RFI font état d'au moins plusieurs dizaines de morts, tant militaires que civils, d'après des sources sécuritaires et locales. Selon RFI, au moins une vingtaine de civils ont été enterrés le jour même de l'attaque, mais les inhumations se poursuivent le lendemain.
Au 13 mai, le bilan s'élève à plus de 100 morts, principalement parmi les militaires, selon les déclarations d'un travailleur humanitaire et d'habitants locaux à l'Associated Press.
L'attaque est revendiquée par le Groupe de soutien à l'islam et aux musulmans qui affirme avoir tué 200 militaires.
Comme à son habitude, la junte militaire du capitaine Ibrahim Traoré ne publie aucun communiqué sur les attaques djihadistes,.